# Àngel Rangel
Pour les articles homonymes, voir Rangel.
Àngel Rangel Zaragoza (né le 28 octobre 1982 à Sant Carles de la Ràpita en Espagne) est un footballeur évoluant au poste d'arrière latéral droit à l'UE Rapitenca.

## Biographie
Rangel ne joue le début de sa carrière que dans des clubs de troisième division espagnole, comme Girona FC, UE Sant Andreu ou Terrassa FC. À son arrivée au club de Swansea City, il découvre la troisième division anglaise pour une indemnité de transfert d'environ 15 000 £, mais, au bout d'une saison, le club est promu en Championship et Rangel bénéficie de la confiance de son entraîneur. C'est ainsi qu'il devient titulaire inamovible au poste d'arrière droit lors des saisons suivantes.
En décembre 2010, il signe une prolongation de contrat et, à l'issue de la saison 2010-2011 qui voit la montée de Swansea en Premier League, il signe un nouveau contrat avec le club.
Le 15 août 2018, à l'issue de la fin de son contrat avec Swansea City, il s'engage pour une saison avec le Queens Park Rangers FC, qui évolue en Championship (deuxième division anglaise) pour la saison 2018-2019.

## Palmarès
- Swansea City
- Playoffs de Championship
  - Vainqueur 2011
- League One
  - Vainqueur 2008
  - Vainqueur de la League Cup : 2013

### Distinctions personnelles
- 2008 Membre de l'équipe type de Football League One en 2008.